# Сада Крузейро
Сада Крузейро Волей (Sada Cruzeiro Vôlei) — бразильський волейбольний клуб з м. Контагем. Чинний
клубний чемпіон світу; головний тренер — бразилієць Філіпе Ферраз (Filipe Ferraz).

## Назви
Іноді клуб називають «Крузейро».

## Історія
Клуб заснований у м. Бетім у 2006 році групою «Сада» (Grupo SADA).

### Досягнення
- Клубний чемпіон світу: 2013, 2015, 2016, 2021[2]
- Клубний чемпіон Південної Америки: 2012, 2014, 2016, 2017, 2018, 2019, 2020
- Клубний віцечемпіон світу 2019[3]

## Колишні тренери
- Марсело Мендес
- Тальмо Олівейра
- Емануель Арнаут

## Колишні гравці
- Вільям Аржона
- Маурісіу Боржес
- Фред Вінтерс
- Едер Карбонера
- Джон Ґордон Перрін
- Тейлор Сандер
- Алан Соуза[4]
- Філіпе Ферраз